# Tarantula Heart
Tarantula Heart è il ventisettesimo album in studio della rock band americana The Melvins, pubblicato il 19 aprile 2024 tramite Ipecac Recordings. La prima sessione ha avuto luogo nel maggio 2022 con il batterista/sintetista Roy Mayorga, e la seconda nel gennaio 2023 con il chitarrista Gary Chester.
L'album utilizza doppie parti di batteria e, secondo il cantante Buzz Osborne, è stato affrontato "in modo diverso rispetto a qualsiasi altro album dei Melvins". Un comunicato stampa che circonda l'album afferma che "l'LP è probabilmente il lavoro più non convenzionale, orecchiabile e fantasioso della band, continuando un'eredità celebrata per la sua produzione eccentrica e straordinaria".

## Tracce
1. Pain Equals Funny – 19:08
2. Working the Ditch – 6:32
3. She's Got Weird Arms – 3:39
4. Allergic to Food – 5:37
5. Smiler – 4:50